# Gases permanentes
Gases permanentes são gases que possuem um ponto de condensação muito baixo (próximo ao zero absoluto). São exemplos de gases permanentes o oxigênio, o nitrogênio e o hidrogênio.